# José Ignacio Pavón
José Ignacio María del Corazón de Jesús de Santa Clara Francisco Javier Juan Nepomuceno Antonio de Padua Pavón Jiménez (Veracruz, 11 de agosto de 1791-Ciudad de México, 25 de mayo de 1866), fue un político mexicano que se desempeñó como presidente de México durante dos días entre el 13 y 15 de agosto de 1860 paralelo al gobierno liberal de Benito Juárez.

## Carrera política
Estudió en el Colegio de San Ildefonso. Fue regidor honorario del Ayuntamiento de la Ciudad de México 1818, secretario de la Junta de Censura en 1820, oficial mayor de la Secretaría de Hacienda en 1823, jefe político de Tabasco en 1824, oficial mayor de la Secretaría de Relaciones en 1825, ministro de la Suprema Corte de Justicia entre 1841-1845, y magistrado del Tribunal Superior de Justicia del Departamento de México en 1851, año en que se jubila. En 1858 es nombrado presidente de la Suprema Corte de Justicia del gobierno conservador durante la Guerra de Reforma.

## Presidencia
Ante la renuncia del presidente Miguel Miramón en 1860, quien era presidente sustituto y con el fin de legitimarse, induce que Pavón asuma la presidencia en forma interina el 13 de agosto para de inmediato, por intercesión de una Junta de Representantes de los Departamentos designa presidente interino a Miramón el 15 de agosto.

## Pospresidencia
El 18 de junio de 1863 la Asamblea de Notables integrada por los franceses lo nombró miembro de la Junta Superior de Gobierno en la que formó parte de la comisión de hacienda y el 24 de junio lo hizo miembro suplente de la Regencia del Imperio y magistrado del Supremo Tribunal. Fue destituido por desobedecer a la Regencia.